# 三点倒立
三点倒立（さんてんとうりつ）とは、頭で倒立する動きである。

## 概要
- ヨーガなどでする技であまり器械体操などでは見られない。(だが、学校のマット運動の授業などではある技である。)